# Fritz Brauer (Baumeister)

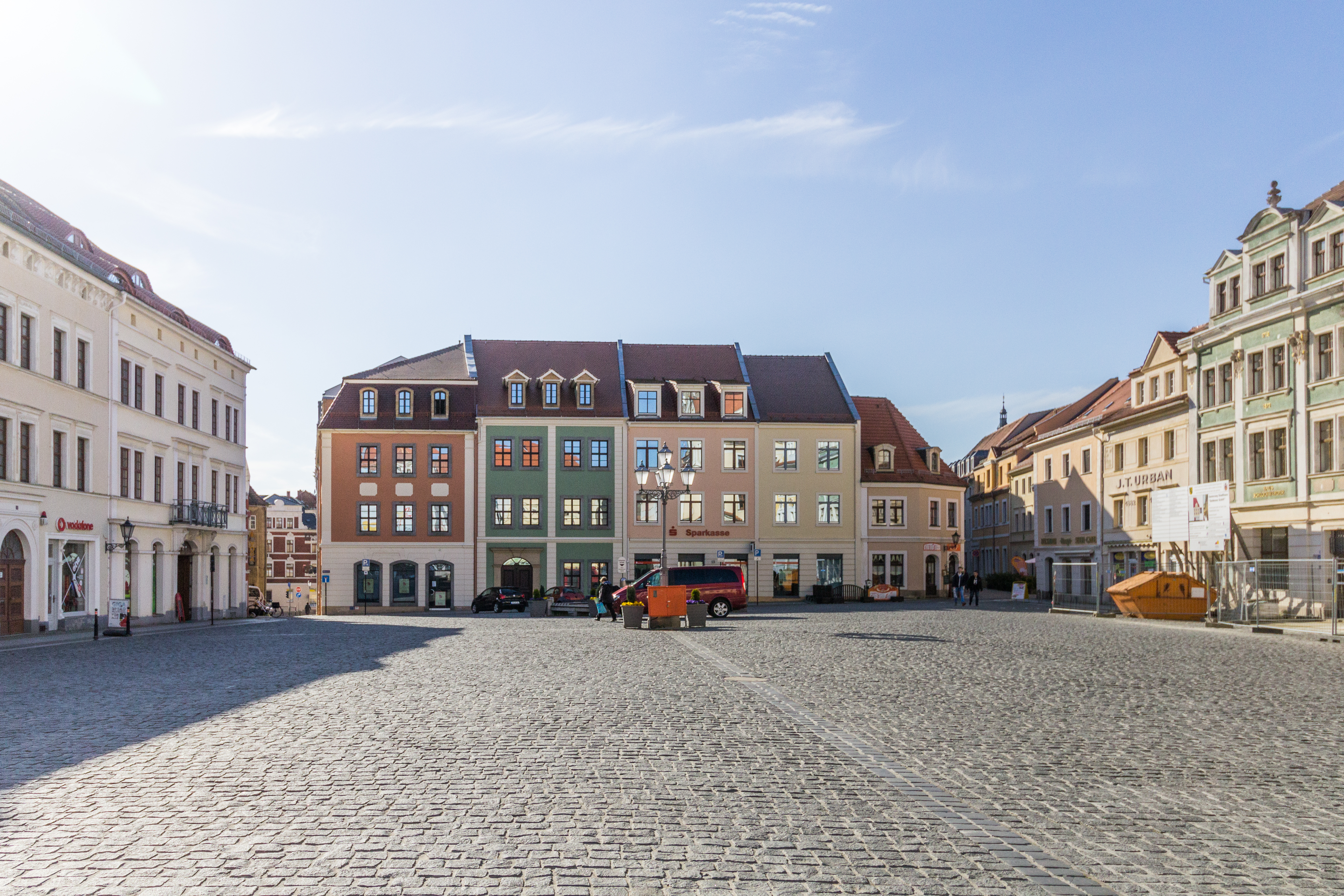
Altmarkt in Löbau: Das Eckhaus zur Badergasse ist das von Isidor Brauer.

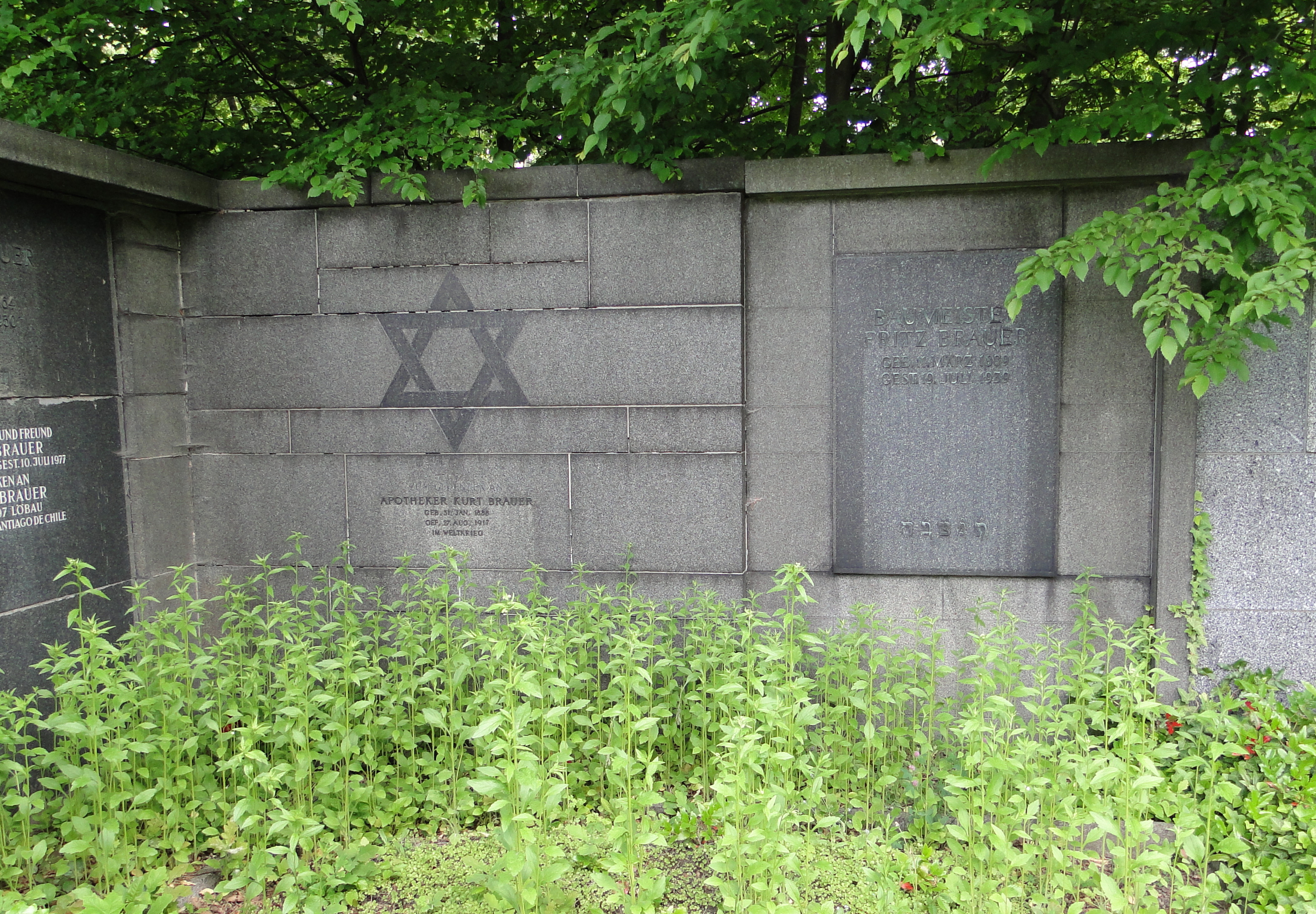
Grab von Fritz Brauer auf dem Neuen Jüdischen Friedhof in Dresden

Fritz Brauer (geb. 11. März 1889 in Löbau; gest. 19. Juli 1939 in Dresden) war ein deutscher Baumeister und Architekt.
Sein Vater war Isidor Brauer, der sein Bekleidungsgeschäft am Markt (Badergasse 2 (137) Eckhaus zum Altmarkt) in Löbau hatte. Dieser hatte es 1887 dort eröffnet.
Brauer hat, wie es einer Webseite zum modernen Bauen u. a. der Bauhauszeit zu entnehmen ist, viel für die Jüdische Gemeinde Dresdens gebaut. Dazu zählen u. a. der Anbau an die Synagoge 1938 in Dresden, die architektonische Gestaltung des dortigen jüdischen Friedhofs, ein Altersheim und ein Jugendheim für die Gemeinde. 1930 führte er die Vergrößerung des Geschäftshauses Ludwig Bach & Co, Wettiner Straße 3/5 innerhalb von nur sechs Monaten aus.
Brauer war Mitglied des israelitischen Gemeinderates in Dresden. Er starb 1939 an einer Mittelohrentzündung, nachdem ihm die notwendige Operation verweigert wurde, weil er Jude war. Sein Grab befindet sich auf dem Neuen Jüdischen Friedhof in Dresden.